# Informationsqualität
Informationsqualität ist das Maß für die Erfüllung der „Gesamtheit der Anforderungen an eine Information bzw. ein Informationsgut, die sich auf deren Eignung zur Erfüllung gegebener Informationsbedarfe beziehen“. Aussagen zur Qualität einer Information beziehen sich zum Beispiel darauf, wie genau diese die Realität ‚beschreibt‘ oder wie verlässlich sie ist, inwieweit sie also als Grundlage für eine Planung des eigenen Handelns verwendbar ist.
Der Begriff Datenqualität als Qualitätsmaß für Daten insbesondere hinsichtlich ihres Ursprungs steht der ‚Informationsqualität‘ sehr nahe. Da die Grundlage für Informationen ‚Daten‘ sind, wirkt sich die ‚Datenqualität‘ auf die Qualität der Informationen aus, die aus den entsprechenden Daten gewonnen werden: „schlechte“ Informationen resultieren aus schlechten Daten.

## Definitionen

### Informationsqualität
Die Informationsqualität muss von der reinen Bedeutsamkeit (der Semantik) und vom formalen Informationsgehalt (der statistischen Signifikanz) unterschieden werden.
Es gibt eine große Zahl von Qualitätskriterien, deren Bedeutung vom Kontext und der Verwendung von Informationen und den diesen zugrunde liegenden Daten abhängt. Typische, häufig verwendete Qualitätskriterien sind Korrektheit, Vollständigkeit, Relevanz, Konsistenz (z. B. Widerspruchsfreiheit) und Aktualität (besonders im Nachrichtenwesen). Diese Qualitätskriterien ziehen in der Regel ihre Bedeutsamkeit aus Nutzersicht. Demnach ist es wichtig, wie die Nutzer von Daten und Systemen diese Kriterien einschätzen.

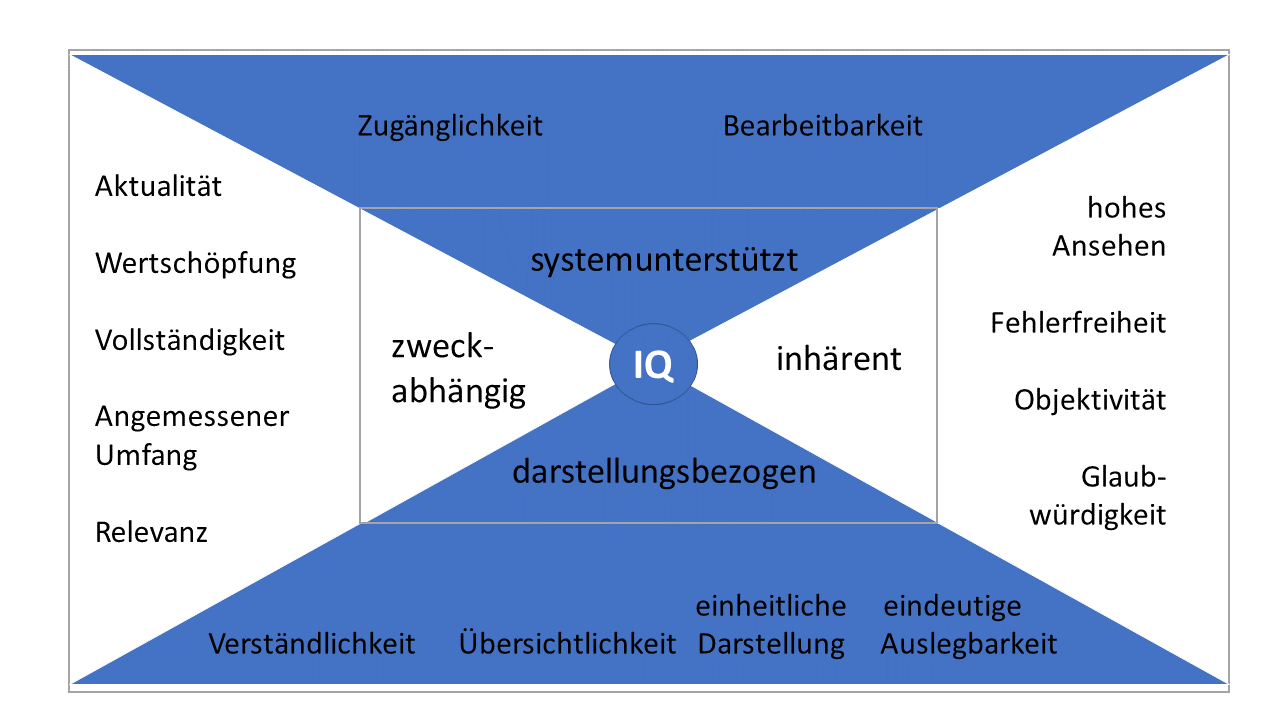
Informationsqualität

Die IQ-Community (Information Quality) betrachtet die Qualität von Informationen (nach Richard Y. Wang) nach folgenden Kategorien und Dimensionen. Die Deutsche Gesellschaft für Informations- und Datenqualität (DGIQ) hat auf Basis des Bewertungssystems von Richard Y. Wang eine deutsche Übersetzung vorgeschlagen. Sie empfiehlt, diese im deutschen Sprachraum einheitlich zu verwenden. Hier die Übersicht der 15 IQ-Dimensionen:
1. System / systemunterstützt:
Zugänglichkeit, Bearbeitbarkeit (Manipulationsfähigkeit)
2. Darstellung / darstellungsbezogen:
Verständlichkeit, Übersichtlichkeit, einheitliche Darstellung, eindeutige Auslegbarkeit
3. Nutzung / zweckabhängig:
Aktualität, Wertschöpfung, Vollständigkeit, angemessener Umfang, Relevanz
4. Inhalt / inhärent:
hohes Ansehen (Reputation), Fehlerfreiheit (Richtigkeit), Objektivität, Glaubwürdigkeit.

Zur Optimierung der Informationsqualität in Informationssystemen wird die Qualität einzelner Datenquellen mittels einer Kostenfunktion anhand verschiedener Kriterien bewertet. Anhand von Präferenzen über die Qualitätskriterien kann eine Anfrage an das Informationssystem so optimiert werden, dass die Antwort eine möglichst hohe Informationsqualität besitzt!
Informationsqualität kann sich, ebenso wie ein allgemeiner Qualitätsbegriff, auf verschiedene Vorstellungen beziehen (nach der klassischen Einteilung von Garvin)
- produktbezogen; hier wird die Qualität als inhärente Eigenschaft betrachtet;
- anwenderbezogen; die Nutzung des Produkts definiert die Qualität;
- prozessbezogen; die Einhaltung der Spezifikation wird gewährleistet;
- wertbezogen; erstellt einen Bezug beispielsweise zwischen Preis und Qualität.

Eine schlechte Informationsqualität kann weitreichende Folgen haben, wenn sie nicht frühzeitig erkannt wird. Beispiele:
- Hotelreservierungen werden nicht gefunden wegen falsch geschriebener Namen.
- Auf Grund unvollständiger Adressangaben werden Rechnungen an falsche Personen versandt.
- Wegen Übersetzungsfehlern werden aus Milliardenbeträgen (englisch Billion) Billionenbeträge.
- Schlechte oder zu gute Kreditwürdigkeit durch Verwendung falscher Angaben des Kreditnehmers im Kreditrating oder Kreditscoring.

### Datenqualität
Qualitätskriterien für Datenqualität unterscheiden sich von denen für Informationsqualität; Kriterien für Datenqualität sind:
- Korrektheit: Die Daten sollten mit den Verhältnissen in der Realität möglichst weitgehend übereinstimmen.
- Konsistenz: Ein Datensatz darf in sich und zu anderen Datensätzen keine Widersprüche aufweisen.
- Zuverlässigkeit: Die Entstehung der Daten (Datenquelle) muss nachvollziehbar sein.
- Vollständigkeit: Ein Datensatz muss alle notwendigen Attribute enthalten.
- Genauigkeit: Die Daten müssen in der jeweils geforderten Exaktheit vorliegen (Beispiel: Nachkommastellen).
- Aktualität: Alle Datensätze müssen jeweils dem gewünschten aktuellen Zustand der abgebildeten Realität entsprechen.
- Redundanzfreiheit: Innerhalb der Datensätze dürfen keine Dubletten vorkommen.
- Relevanz: Der Informationsgehalt von Datensätzen muss den jeweiligen Informationsbedarf erfüllen.
- Einheitlichkeit: Die Informationen eines Datensatzes müssen einheitlich strukturiert sein.
- Eindeutigkeit: Jeder Datensatz muss eindeutig interpretierbar sein.
- Verständlichkeit: Die Datensätze müssen in ihrer Begrifflichkeit und Struktur mit den Vorstellungen der Fachbereiche übereinstimmen.

Maßnahmen zur Verbesserung der Datenqualität und Anpassung der vorhandenen Daten an die genannten Qualitätskriterien werden u. a. Datenbereinigung genannt.

## Bedeutung in unterschiedlichen Bereichen

### Statistik
Eurostat definiert Datenqualität nach folgenden Gesichtspunkten:
- Relevanz der statistischen Konzepte (englisch relevance): Benutzer, user needs, Gliederungstiefe und Gegenstand;
- Genauigkeit der Schätzergebnisse (englisch accuracy & reliability):
  - Stichprobenfehler: Standardfehler, Konfidenzintervalle,
  - Nichtstichprobenfehler: Nonresponse, Coverage Fehler, Messfehler;
- Aktualität und Pünktlichkeit der Datenbereitstellung (englisch timeliness & punctuality): Zeitpunkt und Dauer der Datengewinnung bis zur Publikation;
- Kohärenz & Vergleichbarkeit von Statistiken (englisch coherence & comparabilty): Zwischen vorläufiger und endgültiger Statistik, jährlicher und unterjähriger Statistik, Teilgruppen (wie Region) oder Zeit (Tag) zum übergeordneten Begriff;
- Zugänglichkeit und Klarheit der Informationen (englisch accessibility & clarity): Publikation der Daten, Methodenbericht, Vollständigkeit (nicht Teil des Code of Practice).

Nicht nur wegen der Vergleichbarkeit der von Eurostat erstellten Statistiken aus EU-Mitgliedstaaten (beispielsweise gleiche Messung von Arbeitslosigkeit, Inflation, Staatsverschuldung), sondern auch wegen etwaiger Konsequenzen (Einleitung oder Beendigung eines Defizitverfahrens) wird der Sicherung der Datenqualität eine hohe Bedeutung beigemessen.

### Natur- und Gesellschaftswissenschaften
In den Naturwissenschaften spricht man besonders in Bezug auf Messungen und Datenerhebungen von Datenqualität. Dabei spielen vor allem Störeinflüsse, die Präzision der Messung und manchmal auch die Größe der Datenbasis, also die Anzahl der Messungen, eine Rolle: Je weniger mögliche Störeinflüsse es gibt, je präziser die Messung und je größer die Anzahl der Messungen ist, desto genauer kann aus den resultierenden Daten die Realität abgebildet werden. Im Einzelfall hängt es jedoch von der Aufgabenstellung ab, welche Datenqualität benötigt wird.
Auch in Gesellschaftswissenschaften kommt es auf die Fragestellung an. Hier lassen sich Störeinflüsse grundsätzlich nur sehr schwer vermeiden. Daher wird meist auf eine möglichst große Datenbasis und auf Vergleichsmöglichkeiten Wert gelegt. Grundlegend zu unterscheiden sind vor allem Fragebogen und Interview.
Wichtig ist es dabei, zu bedenken, dass in der Wissenschaft eine gute Datenqualität allein nicht ausreicht, um ein gutes Modell zu konstruieren. Auch die Interpretation der Daten und eine korrekte Kausalität sind zu beachten.

### Nachrichtenagenturen und Nachrichtendienste
Der Zweck von Nachrichtenagenturen und Geheimdiensten ist es, Informationen von möglichst guter Qualität zu sammeln und zur Verfügung zu stellen. Dabei ist es vor allem entscheidend, dass aus der Menge der zur Verfügung stehenden Daten diejenigen ausgewählt werden, die für die jeweilige Aufgabe relevant sind, und dass diese in eine konsistente Form gebracht werden, ohne die Aussage zu verzerren. Insbesondere sollen Irrtümer und Fehlinformationen ausgeschlossen werden, häufig indem Nachrichten anhand mehrerer Quellen überprüft werden.

### Wirtschaft
Sämtliche Entscheidungen von Wirtschaftssubjekten (Unternehmen, Privathaushalte und Staat mit seinen Gebietskörperschaften) beruhen auf der Informationsquantität (die im Informationsgrad zum Ausdruck kommt) und der Informationsqualität. In der Wirtschaft ist Informationsqualität von zentraler Bedeutung, da auf Basis von Informationen z. B. Entscheidungen im Management gefällt, Marktpotenziale bewertet und Verhandlungen geführt werden. All das kann nur so gut sein wie die zugrunde liegenden Daten bzw. Informationen. Oft wird der Begriff Datenqualität oder auch unternehmensweite Datenqualität als Synonym für ‚Informationsqualität‘ verwendet; datenbezogene Qualität bezieht sich jedoch lediglich auf die gespeicherten Inhalte von Daten, während ‚Informationsqualität‘ zusätzliche Aspekte wie zweckmäßiges Auswählen geeigneter Datenmengen, das Bilden von (Teil-)Summen und/oder deren Darstellung einschließt.

## Vielschichtiger Begriff
Umgangssprachlich wird der Begriff 'Informationsqualität' häufig mit 'hohe Qualität' gleichgesetzt. Dies ist jedoch nur bedingt korrekt und bedarf – ähnlich wie bei anderen Qualitätsbegriffen (z. B. Software-, Wasser-, Klangqualität) oder wertenden Aussagen (wie schnell, hell, laut) – zur zuverlässigen Qualitätsbestimmung einer relativierenden Betrachtung: Der Anwendungskontext bestimmt, welche Qualitätskriterien (als allgemeiner Rahmen) relevant sind und welche konkreten Anforderungen je Kriterium gestellt werden. Der Erfüllungsgrad dieser Anforderungen durch die jeweilige Information ergibt – in Summe – deren Informationsqualität. Die Qualität einer Information ist also immer kontext- und nutzerabhängig, niemals 'isoliert für sich selbst' zu beurteilen.

### Anwendungskontext
Bezugspunkt ist die ‚Information‘, für die die Qualitätsaussage gelten soll.
- Worüber wurden Informationen gewünscht/erwartet?
- Welche Details werden konkret erwartet? Nur konkret Festgelegtes kann überprüft werden. "Alles über ..." ließe sich kaum bewerten.
- Für welche Information ist die Qualität zu bestimmen? Was wurde konkret geliefert?
- Für welche(n) Nutzer ist die Information bestimmt? Sprache, Wissensstand (Laien, Spezialisten)?
- Welchem Zweck dient die Information? "interessiert nur", Kaufentscheidung, brauche Hilfe
- wie bedeutend ist dieser Zweck? Entstehende Kosten, beabsichtigte Investitionshöhe, lebenswichtig
- welche Bedeutung kommt dabei der Informationsqualität zu? Was geschieht in Abhängigkeit von hoher oder minderer Qualität? Bei welchen Qualitätskriterien?

### Die Organisation als Kontext
Untersuchungen zeigen, dass innerhalb von Organisationen die Bedeutung von Qualitätskriterien in den einzelnen Wertschöpfungsbereichen und Abteilungen unterschiedlich eingeschätzt wird. Sichtweisen von primären und sekundären Aktivitäten (nach Porters Value Chain) koennen sich erheblich unterscheiden. Ebenfalls kann die Sichtweise von IT Abteilungen anders ausfallen. Dies sollte insbesondere bei Verantwortungsträgern im Informationsmanagement Berücksichtigung finden.
Die Komplexität in der Einschätzung von Informationsqualität zeigt sich unter anderem darin, dass Anwender in Unternehmen abhängig von ihrer allgemeinen Zufriedenheit mit den vorliegenden Daten und Informationen, Informationsqualitätskriterien unterschiedlich einschätzen. Unter den Informationsqualitätskriterien Zugänglichkeit, Korrektheit, Glaubwürdigkeit, Vollständigkeit, Prägnanz, Konsistenz, Sicherheit und Aktualität ergaben sich in einer Untersuchung die größten Unterschiede (abhängig von Zufriedenheit) in der Bedeutungsbeimessung bei Prägnanz und Sicherheit.

### Qualitätskriterien und ihre Relevanz
Die Informationsqualität ergibt sich aus der Überprüfung bzw. der Erfüllung relevanter Kriterien. Nohr verwendet die folgenden „Dimensionen der Qualität“:
- die Aufgabenrelevanz und Zweckorientiertheit der Information: verständlich? passend zur Erwartung?
- der Grad der Sicherheit, wahr zu sein
- die Glaubwürdigkeit aufgrund vorhandener Erfahrungen
- die Überprüfbarkeit der Information: Welche Quellen sind bekannt? Sind diese zuverlässig?
- die Genauigkeit der Information: Ist sie vollständig? Dieses Kriterium ist oft nur schwierig zu überprüfen. Ist sie widerspruchsfrei?
- und die Aktualität der Information

Die Bewertungskriterien für die Informationsqualität werden uneinheitlich angewendet. Nohr stellt dazu fest: „An Kriterien und Bewertungsmaßstäben für die Qualität von Information besteht ein als gravierend empfundener Mangel.“ Mit Bezug auf „Rolph/Bartram 1994“ verweist er auf von britischen Managern verwendete Kriterien: Sie „bewerteten die ihren Entscheidungen zugrunde liegende Informationsqualität hinsichtlich einer acht Kriterien umfassenden Qualitätsskala insgesamt als eher unzureichend (1= poor, 5= high)“: Richtigkeit 3,64, Glaubwürdigkeit 3,31, Darstellung 3,18, Aktualität 3,07, Vollständigkeit 2,88, Sichtbare Schwerpunkte 2,84, Sachdienlichkeit 2,80, brauchbares Format 2,80.
Derartige Fragestellungen bedürfen je nach Kontext, in dem die Information benutzt und ihre Qualität festzustellen ist, einer mehr oder weniger ausführlichen Überprüfung. Dabei sind u. U. weitere Recherchen erforderlich – die wiederum neue Informationen (mit eigener 'Informationsqualität') liefern.
So können die Qualitätskriterien in unterschiedlichen Informationsquellen/-Medien unterschiedlich beurteilt werden.
Zum Beispiel:
- Traditionelle Enzyklopädien: Autorität, Vollständigkeit, Format, Objektivität, Stil, Aktualität, Einzigartigkeit.[14]
- Web 2.0-Dienste: Zugänglichkeit, Vollständigkeit, Glaubwürdigkeit, Engagement, Objektivität, Lesbarkeit, Relevanz, Reputation, Stil, Aktualität, Einzigartigkeit, Nützlichkeit.
- Gesundheitsinformationen: Verständlichkeit, Neutralität und Transparenz der Darstellung, Aktualität, Information über Nutzen und Risiken, Angabe von Wissenslücken.

### Bedeutungskontext
Eine wertende Aussage zur Info-Qualität ist demnach pauschal und undifferenziert nicht möglich, sondern kann sich stets nur aus dem Erfüllungsgrad der (relevanten) Anforderungen ableiten. Defizite bzw. Lücken stellen Risiken dar, die umso höher sind, je bedeutender der Anwendungskontext ist und je bedeutender die potenziellen Auswirkungen dieser Defizite sind. Unter Umständen müssen die Anforderungen/Erwartungen an die Informationsqualität deshalb priorisierend/gewichtet betrachtet werden. Für Informationen mit hoher Bedeutung können dazu zum Beispiel besondere Wertungs- und Dokumentationsverfahren (wie das ‚Scoring‘) benutzt werden.

Im Umkehrschluss treten bei einem wenig(er) wichtigen Kontext (etwa „es interessiert mich nur“) solche Überlegungen in den Hintergrund; einer Information, deren Aktualität (z. B.) nicht bekannt ist, könnte – in dieser Hinsicht – ‚gute Qualität‘ attestiert werden, wenn dieses Kriterium nicht wichtig oder nicht relevant ist; denn die (definierten) Anforderungen wären erfüllt. Die Informationsqualität mag in einfachen Situationen oft nur pauschal, ‚aus dem Gefühl heraus‘ beurteilt werden; das Urteil basiert dann auf einer intuitiven Abschätzung gewisser Einzelkriterien, ist nur bedingt sicher und kann in diesem Szenario nicht begründet werden.

### Sonstige Dimensionen
In der Literatur sind im Zusammenhang mit Informationsqualität weitere Unterscheidungen anzutreffen:
- Aussagen zur Informationsqualität sind als Wertung zu einer konkreten Information möglich, aber auch als Zielvorgabe für eine potenziell erwartete oder herzustellende Information – wobei besonders hier die qualitätsbestimmenden Kriterien präziser zu definieren sind.
- Mit ähnlicher Bedeutung unterscheidet Nohr[1] zwischen konstruktiver (= Qualität bei der Produktion von Informationen) und rezeptiver (= Prüfung extern bezogener Informationen) Informationsqualität.
- Im Hinblick auf die der Qualität zugrundeliegenden Anforderungen lässt sich nach nutzerspezifischen oder allgemeingültigen Anforderungen unterscheiden.[1]